# Illa Ammassalik
L'illa Ammassalik (en danès:Ammassalik Ø) és trona al municipi de Sermersooq al sud-est de Groenlàndia. Ocupa una superfície de 772 km².

## Geografia

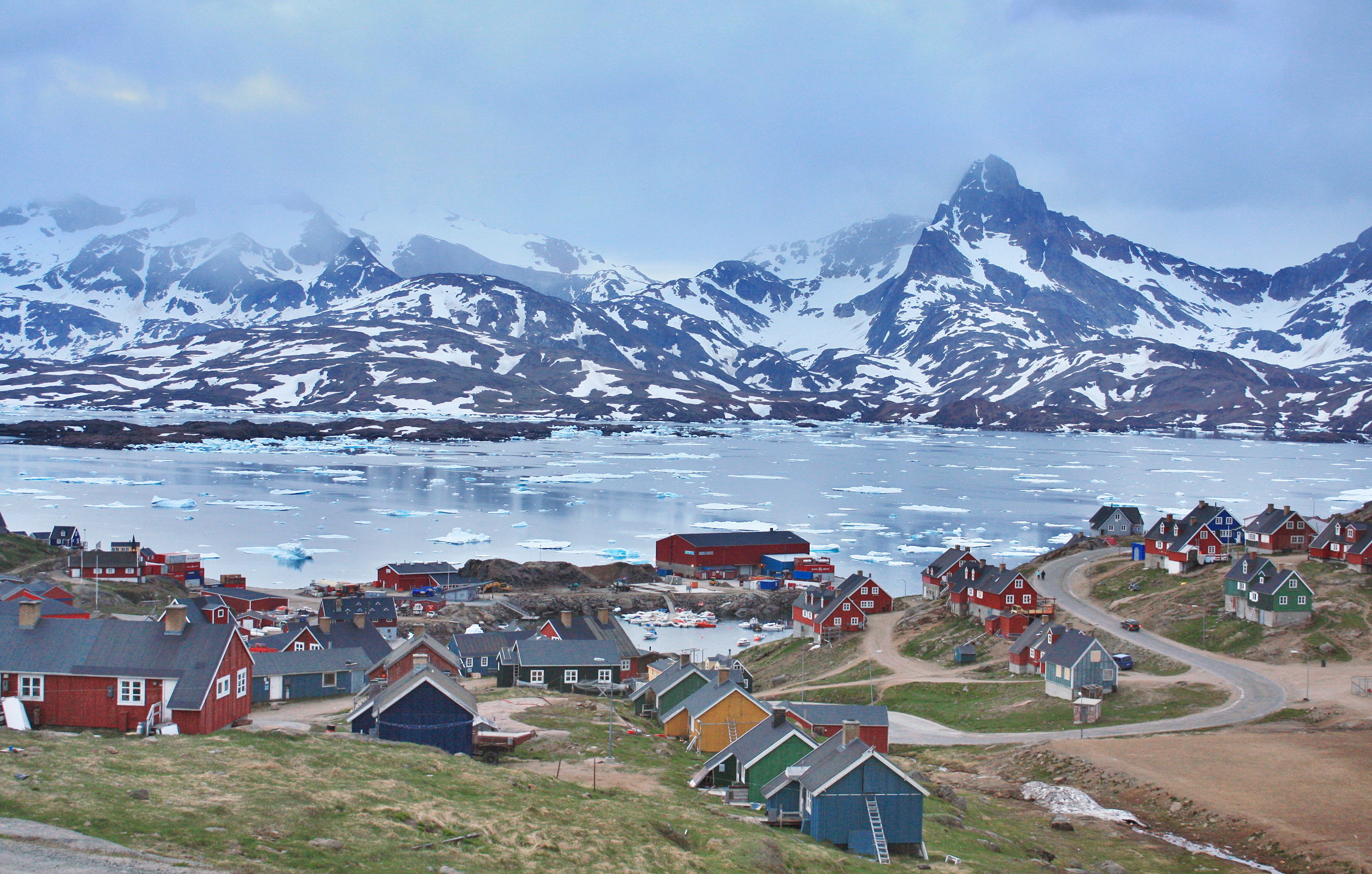
Tasiilaq a l'illa Ammassalik

L'illa està separada de la resta de Groenlàndia pel fiord Sermilik a l'oest i per l'estret Ikaasartivaq al nord-est. A l'est i sud-est el fiord Ammassalik separa l'illa de l'arxipèlag que inclou l'illa Apusiaajik, i l'illa Kulusuk. El punt més alt de l'illa és un pic cobert de glaç de 1.352 m d'altitud.

## Assentaments
L'únic assentament humà en l'illa és Tasiilaq am uns 1.900 habitants el 2010, i és l'assentament més poblat de la costa est de Groenlàndia.